# Gūshī Lavandān
Gūshī Lavandān (persiska: گوشی لوندان, Gūshlavandān) är en ort i Iran.   Den ligger i provinsen Gilan, i den nordvästra delen av landet, 250 km nordväst om huvudstaden Teheran. Gūshī Lavandān ligger 10 meter över havet och antalet invånare är 940.
Terrängen runt Gūshī Lavandān är platt.Runt Gūshī Lavandān är det ganska tätbefolkat, med 111 invånare per kvadratkilometer. Närmaste större samhälle är Fūman, 4,1 km väster om Gūshī Lavandān. Trakten runt Gūshī Lavandān består till största delen av jordbruksmark.